# 愛してる (高橋克典 with 仲間由紀恵の曲)
『愛してる』（あいしてる）は2001年2月21日発売された高橋克典with仲間由紀恵のシングル。 

## 解説
ドラマ「FACE〜見知らぬ恋人〜」挿入歌。
The gardensの「BELIEVE」のカバー。
高橋克典の2016年のアルバム『SINGS -Cover Theme Song-』には高橋と西内まりやのデュエット・バージョンが収録。

## 収録曲
1. 愛してる (4:51)
  - 作詞：秋元康
  - 作曲：伊秩弘将　
  - 編曲：田辺恵二
2. 愛してる(My One and Only) (5:08)
3. 愛してる(My One and Only) (5:08)
4. 愛してる(instrumental) (4:51)

## タイアップ
- NTV系「FACE〜見知らぬ恋人〜」挿入歌
- NTV系「AX MUSIC FACTORY AX POWER PLAY"021」テーマ・ソング